# Bercloux
Bercloux é uma comuna francesa na região administrativa da Nova Aquitânia, no departamento de Charente-Maritime. Estende-se por uma área de 9,35 km². Em 2010 a comuna tinha 450 habitantes (densidade: 48,1 hab./km²).